# Klub go-go

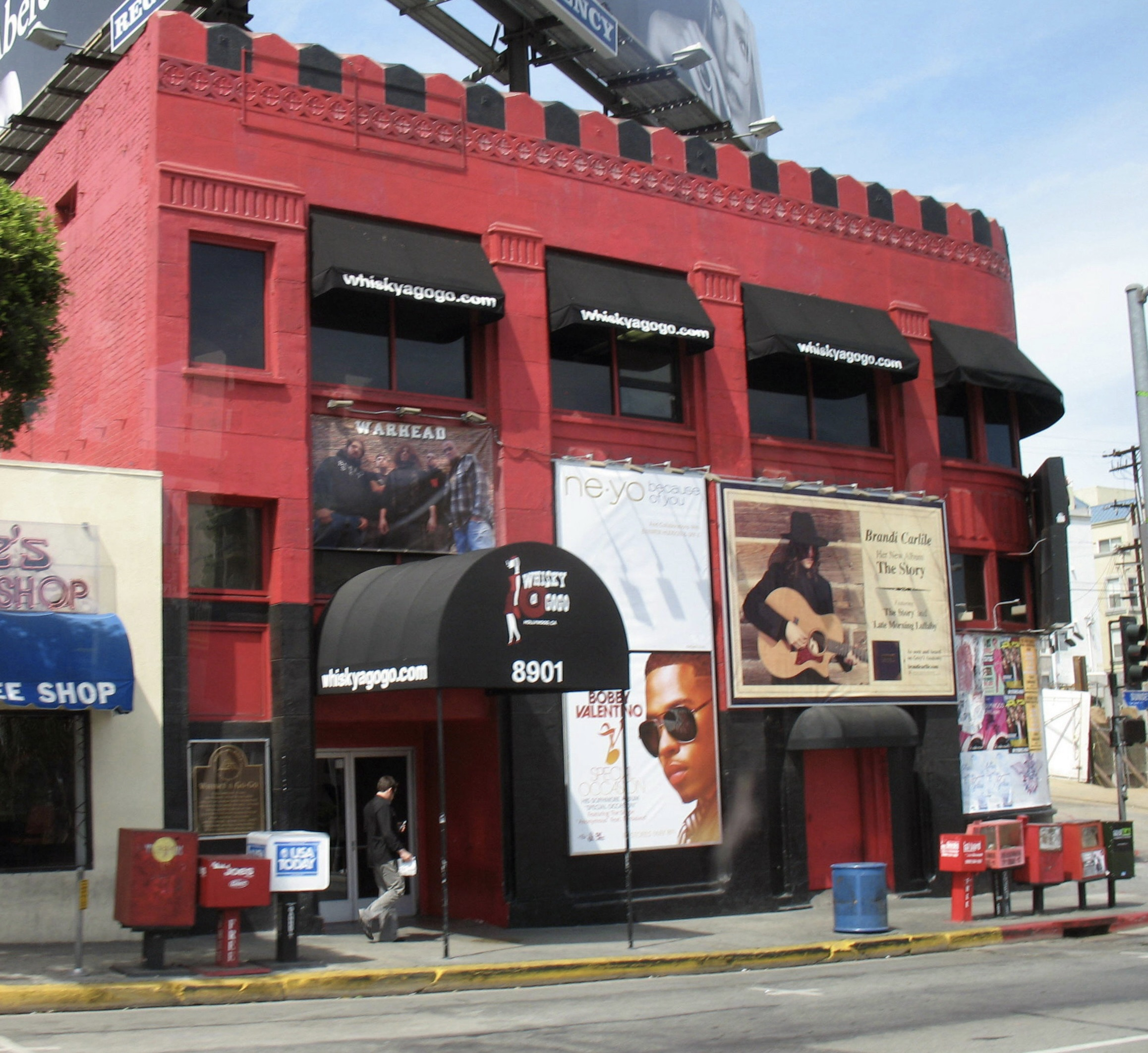
Klub „Whisky a Go Go” w Los Angeles, 2007

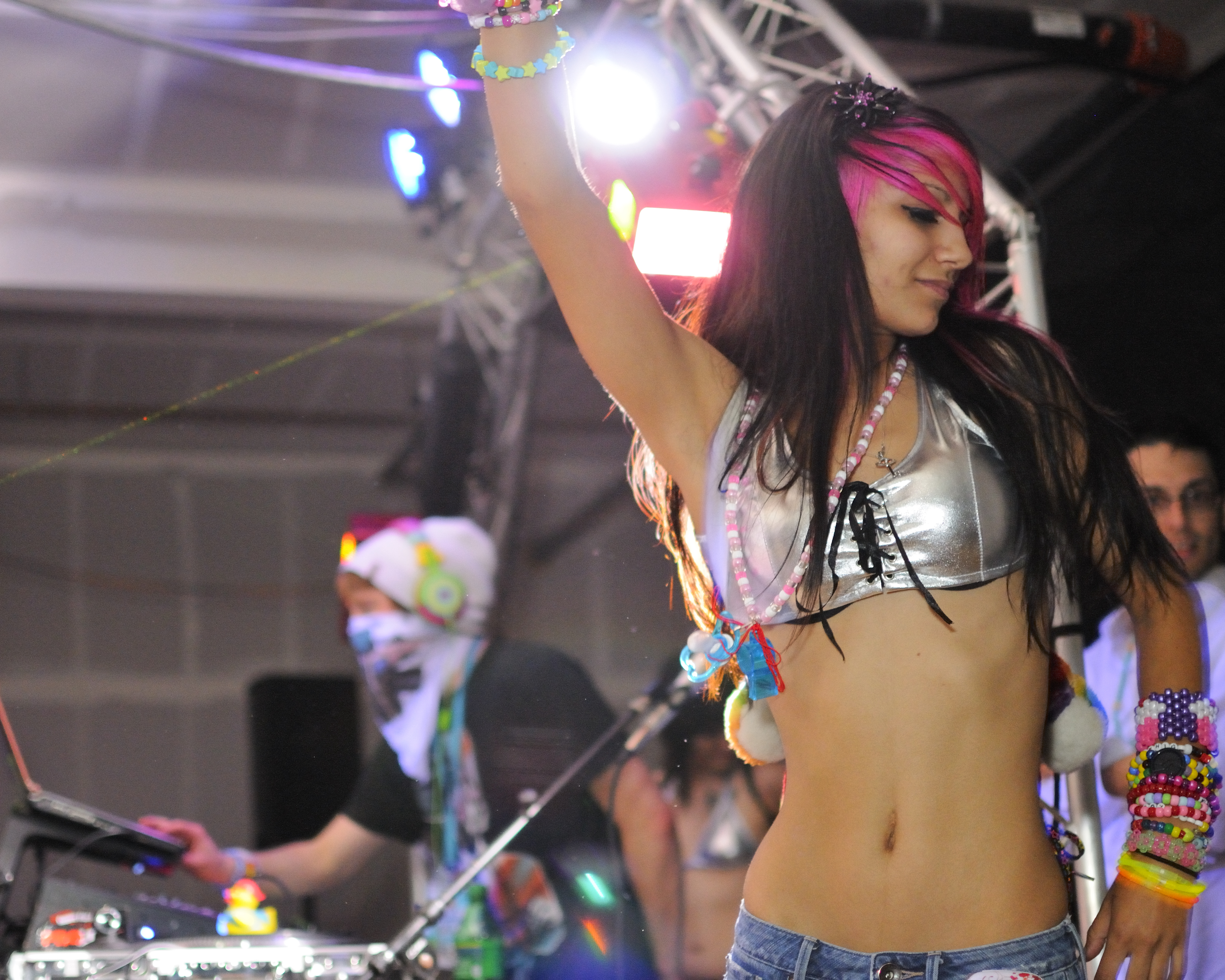
Tancerka go-go

Klub go-go – rodzaj klubu nocnego. Nazwa pochodzi od francuskiego kolokwializmu – „á gogo” oznaczającego w przybliżonym znaczeniu „bez ograniczeń”.
Pierwsze kluby go-go powstały w Stanach Zjednoczonych w latach 60. XX w. Jednym z nich był założony w 1964 roku w Los Angeles „Whisky a Go Go”, który nazwę zaczerpnął od paryskiej dyskoteki. Utożsamiana z lokalem tancerka tzw. „go-go girl” była DJ-ką, która występowała na platformie zawieszonej ponad parkietem tanecznym. Pomimo iż ówczesnych bywalców amerykańskiego klubu charakteryzowała swoboda obyczajowa, do której przyczyniła się m.in. rewolucja seksualna, pierwsze występy erotyczne (topless) w klubach tego typu pojawiły się w San Francisco w lokalu Condor. W latach późniejszych kluby go-go rozprzestrzeniły się po całych Stanach Zjednoczonych, a także stały się przedmiotem licznych publikacji. Czasopismo Newsweek w 1967 roku określiło pracę tancerek go-go jako wyczerpującą, niosąca reperkusje dla zdrowia, w tym m.in. możliwe nadwyrężenie szyi, astenopię oraz przemieszczenie żeber.
Współczesne kluby go-go utożsamiane są z lokalami, w których prezentowany jest striptiz, taniec na rurze lub inne formy rozrywki o charakterze erotycznym.